# Ingrid Scheffler
Ingrid Scheffler (* 1955) ist eine deutsche Medienwissenschaftlerin.
Von 1999 bis 2002 führte sie am Lehrstuhl für Politische Wissenschaft und Zeitgeschichte der Universität Mannheim ein DFG-Projekt zur DDR-Literatur im Hörfunk durch. Seit September 2002 ist sie Professorin für Medien- und Literaturwissenschaft am Institut für Informationswissenschaft der Fachhochschule Köln.
Ingrid Scheffler ist Leiterin der Fachgruppe Literatur des Studienkreises Rundfunk und Geschichte und Mitglied der Fachgruppe Kommunikations- und Medienethik innerhalb der Deutschen Gesellschaft für Publizistik- und Kommunikationswissenschaft (DGPuK).

## Werke
- Ingrid Scheffler: Schriftsteller und Literatur im NWDR Köln (1945–1955) : Personen - Stoffe - Darbietungsformen. Verl. für Berlin-Brandenburg, Potsdam 2005, ISBN 3-86650-610-4.
- Ingrid Scheffler (Hrsg.): Literatur im DDR-Hörfunk : Günter Kunert - Bitterfelder Weg - Radio Feature. UVK-Verl.-Ges., Konstanz 2005, ISBN 3-89669-478-2.
- Ingrid Scheffler: Albin Zollinger, Max Frisch und Friedrich Dürrenmatt als Publizisten und ihr Verhältnis zu den Medien. Im Anhang ein Gespräch mit Max Frisch. Lang, Frankfurt am Main/Bern/New York 1986, ISBN 3-8204-9134-1.